# ガウア (ブルキナファソ)
ガウア（フランス語: Gaoua）はブルキナファソの町である。南西部地方の首府であり、ポニ県の県都である。

## 交通

### 道路
- 国道11号線 (ブルキナファソ)（フランス語版）
- 国道12号線 (ブルキナファソ)（フランス語版）

### 空港
- ガウア空港（英語版）

## 姉妹都市
- フォントネー＝ル＝コント